# Informační materiály
Die tschechische Exilzeitschrift informační materiály entstand 1971 und erschien bis 1982 in (damals) West-Berlin. Sie besaß enge Kontakte zu der damaligen Opposition in der Tschechoslowakei, insbesondere zu Hnutí revoluční mládeže („Bewegung der revolutionären Jugend“), eine Oppositionsgruppe in der ehemaligen Tschechoslowakei, die sich um den Dissidenten Petr Uhl formierte, und ebenfalls zu der Charta 77.

## Geschichte
Die Zeitschrift informační materiály wurde herausgegeben von einer gleichnamigen Gruppe tschechischer Emigranten in der Bundesrepublik Deutschland, die ebenfalls 1971 entstand und die sich dann meist etwas abgekürzt als Gruppe infomat nannte. Die Bezeichnung „informační materiály“ ist als Informationsmaterialien ins Deutsche zu übersetzen und gab die damals von der Herausgebergruppe und Redaktion beabsichtigte Hauptaufgabe wider.
Bei der Gründung spielten außer der Absicht, sich gegen die Zerschlagung des Prager Frühlings zu wenden, auch einige andere Faktoren eine wesentliche Rolle: kurz zuvor wurde der tschechische Oppositionelle Petr Uhl in einem Schauprozess verurteilt, und seine damalige Gefährtin, die aus West-Berlin stammende Sibylle Plogstedt, aus der Tschechoslowakei ausgewiesen. Bestand eine leichte ideologische Übereinstimmung mit den Idealen von Petr Uhl, so hat die Gruppe in der damaligen Zeit in der Studentenbewegung die Gelegenheit gehabt, via Frau Plogstedt eine erste handfeste Verbindung zu der Opposition in der Tschechoslowakei zu knüpfen.

## Ausrichtung
Die Redaktion verstand sich als die „linke“ Konkurrenz zu der um einiges größeren Exilzeitschrift Listy. Das Hauptanliegen der Zeitschrift war es jedoch, die nach dem Zerschlagen des Prager Frühlings eingesetzte Zensur zu umgehen, d. h. das Vermitteln von blockierten Informationen an die Opposition, andererseits dann auch das Gefühl der Isolation zu umgehen und Solidarität zu vermitteln. Trotz der relativ kleinen Auflagen (es wurden schätzungsweise nur zwischen 400 und 800 Exemplare jeder Ausgabe in der Tschechoslowakei distribuiert) wurde sie dennoch relativ gut bekannt und hoch geschätzt (in der Regel wurde jedes Exemplar von sehr vielen Lesern gelesen).
Die Redaktionsmitglieder arbeiteten grundsätzlich anonym oder unter abwechselnden Pseudonymen. Es gab auch durch Kontakte in die Tschechoslowakei zustande gekommenen Beiträge der tschechischen Opposition selbst.
Außer einigen Broschüren, die aufgelegt wurden, versuchte die Redaktion, eine Solidarität in der Bundesrepublik zu erreichen. Dies gelang auch indem einige Mitglieder der Gruppe die Gründung des Sozialistischen Osteuropakomitees initiierten. Die (deutschsprachige) Zeitschrift des Komitees wurde zuletzt OsteuropaForum genannt.
Seit Anfang der achtziger Jahre verlief dann eine längere Diskussion zwischen der Gruppe infomat und der Listy-Redaktion, aus der eine immer engere Zusammenarbeit resultierte und infolgedessen auch die Schließung der Zeitschrift zugunsten einer gemeinsamen Arbeit in der Zeitschrift Listy.